# El Franco
El Franco – gmina w Hiszpanii, w prowincji Asturia, w Asturii, o powierzchni 78,03 km². W 2011 roku gmina liczyła 3946 mieszkańców.